# مقاطعة فاولك (داكوتا الجنوبية)
فاولك (بالإنجليزية: Faulk)‏ هي إحدى مقاطعات ولاية داكوتا الجنوبية في الولايات المتحدة الأمريكية.